# Anicet Hojdys
Anicet Hojdys (ur. 31 lipca 1975 w Krakowie) – polski bokser zawodowy wagi junior ciężkiej. Wicemistrz Europy, wicemistrz Polski w kick-boxingu IBF (International Budo Federation), założyciel grupy promotorskiej Top Boxing Promotion.

## Kariera jako kick-boxer
- Międzynarodowy Turniej IBF, Tongerlo, Belgia (1994) 5. miejsce indywidualnie, 3 drużynowo
- Wicemistrz Europy IBF, Garwolin (2000)[1]
- Wicemistrz Polski, Warszawa (2001)[2]
- Puchar Marszałka Województwa Mazowieckiego, Warszawa (2001)
- Pretendent do tytułu Zawodowego Mistrza Polski w kickboxingu (2001)[2]

## Kariera w boksie amatorskim
- 7 walk
- 5 zwycięstw
- 2 przegrane

## Kariera w boksie zawodowym
W ringu profesjonalnym zadebiutował 17 maja 2008, podczas gali boksu Nowym Sączu organizowanej przez Top Boxing Promotion pokonując przez nokaut w drugiej rundzie reprezentanta Ukrainy Abasjana Manvela.
Do tej pory stoczył 5 pojedynków wszystkie wygrywając.
Po zwycięstwie nad Zolotovsem w czerwcu 2009 roku, w lipcowym rankingu federacji Baltic Boxing Union, Hojdys zadebiutował na liście pretendentów do tytułu zawodowego Mistrza Krajów Bałtyckich federacji BBU. Walka o pas mistrzowski miała się odbyć do końca grudnia 2009 roku, jednak z powodu kontuzji, a następnie z przyczyn finansowych do organizacji takiego pojedynku nie doszło. Na tej samej liście rankingowej, obok Hojdysa znaleźli się m.in.: ostatni polski medalista olimpijski, zawodowy Międzynarodowy Mistrz Polski Wojciech Bartnik oraz Młodzieżowy Mistrz Świata federacji WBC Mateusz Masternak.
| LP | Data       | Miejsce   | Kraj   | Przeciwnik         | Rundy | Wynik  | Jak? |
| 1  | 17.05.2008 | Nowy Sącz | Polska | Abasjan Manvel     | 2     | Wygrał | KO   |
| 2  | 26.10.2008 | Warszawa  | Polska | Anton Lascek       | 4     | Wygrał | PTS  |
| 3  | 14.12.2008 | Białystok | Polska | Kamel Attar        | 2     | Wygrał | TKO  |
| 4  | 23.05.2009 | Elbląg    | Polska | Paweł Gliński      | 1     | Wygrał | KO   |
| 5  | 13.06.2009 | Oleśnica  | Polska | Jevgenijs Zolotovs | 3     | Wygrał | TKO  |